# Anthony Coke (6e comte de Leicester)
Anthony Louis Lovel Coke, 6e comte de Leicester (11 septembre 1909 - 19 juin 1994), est un pair britannique.

## Jeunesse
Coke (prononcé Cook) est le fils de d'Arthur George Coke et de Phyllis Hermione, une fille de Francis Saxham Elwes Drury. Son père est le deuxième fils de Thomas Coke (3e comte de Leicester) et est tué au combat en 1915 pendant la Première Guerre mondiale. Anthony fait ses études à la Gresham's School, Holt.

## Carrière
Pendant la Seconde Guerre mondiale, Coke sert dans la Royal Air Force. À la fin des années 1950, il devient Land Development Officer (LDO) en Rhodésie, rattaché à ce qui était alors connu sous le nom de Native Affairs Department (rebaptisé plus tard Internal Affairs Department). Lui et sa femme, Vera, sont basés dans la réserve de Mondoro près de Hartley, où il est chargé d'éduquer et d'aider les agriculteurs africains.
En 1976, il succède à son cousin germain Thomas en tant que 6e comte de Leicester, héritant d'un domaine substantiel basé à Holkham Hall à Norfolk, mais reste vivre en Afrique du Sud, car son fils aîné a déjà repris la gestion du domaine.

## Mariages et enfants
Leicester se marie le 11 septembre 1934 à Moyra Joan Crossley, fille de Douglas Crossley. Ils ont ensemble deux fils et une fille :
- Edward Coke (7e comte de Leicester) (né le 6 mai 1936, décédé le 25 avril 2015)
- Almary Bridget Coke (née le 18 juin 1939)
- Wenman John Coke (né le 24 mai 1940)

Ils divorcent en 1947, année où Leicester épouse Vera Haigh en Rhodésie du Sud. Elle est décédée en 1984 et Leicester épouse en troisièmes noces en 1985, Elizabeth Hope Johnstone, fille de Clifford Arthur Johnstone.
Leicester est décédé le 12 août 1994 à l'âge de 84 ans en Afrique du Sud. Son fils Edward lui succède.